# Raymond E. Goldstein
Raymond Ethan Goldstein (West Orange, 1º dicembre 1961) è un matematico e fisico statunitense con cittadinanza britannica, noto per le sue ricerca in biofisica e in fisica dei sistemi complessi.

## Biografia
Goldstein ha studiato inizialmente presso il Massachusetts Institute of Technology di Boston dove ha conseguito nel 1983 un doppio Bachelor of Science in Fisica e Chimica. Ha poi proseguito la sua formazione presso l'Università Cornell, dove ha conseguito un Master of Science in Fisica nel 1986, seguito da un dottorato di ricerca nel 1988, incentrato su transizioni di fase e fenomeni critici, sotto la supervisione di Neil Ashcroft.
È stato poi post-doc nel laboratorio di Gene F. Mazenko e Leo Kadanoff all'Università di Chicago, assistente professore all'Università di Princeton e professore associato all'Università dell'Arizona.
Nel 2006 si è infine trasferito nel Regno Unito presso l'Università di Cambridge, dove è attualmente Schlumberger Professor of Complex Physical Systems, al Dipartimento di Matematica Applicata e Fisica Teorica.

## Ricerche
La ricerca di Goldstein si concentra principalmente sulla comprensione dei fenomeni di non equilibrio nel mondo naturale, con enfasi sulla biofisica. È noto in particolare per i suoi studi sul nuoto dei microorganismi, come il meccanismo di sincronizzazione dei flagelli nelle cellule eucariote, l'interazione con superfici solide, e soprattutto il comportamento collettivo (studiato con il formalismo della materia attiva) noto come turbolenza batterica, di cui è stato fra gli autori di molti dei lavori fondamenti sull'argomento, sia teorici che sperimentali.

## Premi e riconoscimenti
Goldstein è stato eletto fellow dell'American Physical Society nel 2002 e della Royal Society nel 2013. Gli sono stati conferiti nel 2016 il premio Batchelor dell'Unione Internazionale di Meccanica Pura e Applicata, e il Rosalind Franklin Medal and Prize dell'Institute of Physics.
Nel 2012 ha anche ricevuto, assieme ai suoi collaboratori, il premio Ig Nobel, per un lavoro in cui veniva studiata la dinamica di un'acconciatura a coda di cavallo.